# Margareta Ångström
Margareta Ångström, ursprungligen Bergman-Olsson, född 27 september 1899 i Maria Magdalena församling i Stockholm, död 4 mars 1969 i Sigtuna församling, var en svensk översättare.
Ångström disputerade i Uppsala 1937 på avhandlingen Studies in Old English mss: with special reference to the delabialisation of y̌ (<ǔ+i) to ĭ. Hon sammanställde 1940 (tillsammans med Astrid Tornberg) Svensk-engelsk ordbok och var därefter verksam som översättare från engelska och franska och (i mindre utsträckning) från tyska och danska fram till 1965. Uppskattningsvis översatte hon drygt 100 böcker under dessa år.
Margareta Ångström var gift med civilingenjören Hilding Ångström och mor till regissören Anders Ångström.

## Översättningar (urval)
- Margaret Armstrong: Fanny Kemble, ett dramatiskt geni (Medén, 1940)
- Evelyn Hanna: Av samma väv som drömmar (Medén, 1941)
- Josephine Smith: Tre hemligheter (Natur och kultur, 1943)
- Edward Greene Huey: Rolig fysik (översatt tillsammans med Hilding Ångström) (Natur och kultur, 1944)
- Anthony Trollope: Barsets sista krönika (Natur och kultur, 1945)
- John Brophy: Hans namn var Shakespeare: roman (Natur och kultur, 1946)
- Viola Klein: Det kvinnliga lynnet (Natur och kultur, 1948)
- Tomas O'Crohan: Karg kust (Kooperativa förbundet, 1949)
- Charles Dickens: Lysande utsikter (Bonnier, 1950)
- Sax Rohmer: Farlig kvinna (Lindqvist, 1951)
- Harold Robbins: Drömmarnas marknad (Lindqvist, 1951)
- Jay Richard Kennedy: Prins Bart (Geber, 1953)
- Edmund Crispin: Stjärnskott (Geber, 1953)
- Peter Fuchs: De beslöjade männens rike (Almqvist & Wiksell/Geber, 1954)
- Daphne du Maurier: Mary Anne (Almqvist & Wiksell/Geber, 1954)
- John Dickson Carr: Bronslampan (Almqvist & Wiksell/Geber, 1955)
- Jean Hougron: I solens bann (Almqvist & Wiksell/Geber, 1955)
- Laurens van der Post: Afrikas mörka öga (Norstedt, 1956)
- Phyllis Matthewman: Här kommer Gabrielle (Lindqvist, 1957)
- Rumer Godden: En ros för min trädgård (Ljus, 1957)
- Johannes Allen: Ung lek (Ljus, 1957)
- Cecil Roberts: Kärlekens höga visa (Wahlström & Widstrand, 1958)
- Ronald Hardy: Kampong (Norstedt, 1958)
- Marion Hilliard: Kvinnan, lyckan och livet: en kvinnoläkares synpunkter (Almqvist & Wiksell/Geber, 1958)
- Anya Seton: En okuvlig kvinna (Bonnier, 1959)
- Pamela Frankau: Fråga mig inte mer (Bonnier, 1959)
- Zinaida Sjachovskaja: Mitt Ryssland i rött (Norstedt, 1959)
- William Thackeray: Fåfänglighetens marknad (Sohlman, 1960)
- Ting Yao Kang: Månens och vindarnas lek (Hökerberg, 1960)
- Françoise Mallet-Joris: Café Céleste (Bonnier, 1961)
- André Maurois: De tre Dumas (Bonnier, 1961)
- Helen MacInnes: Uppdrag i Aten (översatt tillsammans med Agneta Lundberg) (Norstedt, 1961)
- Charles Hooper: Blod på gräset (översatt tillsammans med Per Schwanbom) (Diakonistyrelsen, 1961)
- A.E. Ellis: Sträckbänken (Bonnier, 1961)
- Elizabeth Kata: Cymbaler för min älskade (Skoglund, 1962)
- Frank G. Slaughter: Morgondagens mirakel (Ljus, 1963)
- Mary Margaret Kaye: Passadvind (Norstedt, 1964)
- H.E. Bates: Myrtenkransen (Bonnier, 1965)

## Priser
- Sveriges Författarfonds premium till personer för belöning av litterär förtjänst, 1965